# Syriarise
Syriarise è un album discografico del pianista compositore Arturo Stàlteri, pubblicato in origine nel 1992 da Materiali Sonori.

## Il disco
La ristampa del 2001 contiene quattro bonus track (Viking 2, Nella Casa di Elrond, The Moon and the Mirror e Falling Rise), ha una diversa disposizione dei brani ed è suddivisa in tre parti: una sezione acustica e due elettroniche (una delle quali in forma di suite). Stàlteri suona un Bösendorfer 209 Imperial, oltre a un Broadwood and Sons e a varie tastiere. Il brano Dolce vento, folle vento è ispirato allo  studio n. 12 op. 25 di Fryderyk Chopin. L'album contiene inoltre la  stesura iniziale de Le ultime luci di Brea e la prima versione di Rivendell (Nella casa di Elrond). Anche il libretto interno è differente da quello del 1992.

## Tracce
Unit Moon - acoustic session
Musiche di Arturo Stàlteri; edizioni musicali Materiali sonori.
1. Pianure del sorriso – 4:47 (musica: Arturo Stàlteri) – Patrizio Pascarella chitarre, Orio Odori clarinetto, Damiano Puliti violoncello, Stefano Saletti drum kit, Arturo Stàlteri clavinova piano
2. Le ultime luci di Brea – 10:46 (musica: Arturo Stàlteri)
3. Broadwood & Fredi – 3:02 (musica: Arturo Stàlteri) – Arturo Stàlteri Broadwood and Sons piano, Damiano Puliti violoncello
4. Gymnovalzer – 3:58 (musica: Arturo Stàlteri)
5. Dolce vento, folle vento – 6:20 (musica: Arturo Stàlteri)
6. Planets – 1:26 (musica: Arturo Stàlteri) – Arturo Stàlteri dx7 II fd
7. Viking 1 – 4:41 (musica: Arturo Stàlteri) – Orio Odori clarinetto, Stefano Saletti drum kit, Arlo Bigazzi tr 808, Arturo Stàlteri dx 7 II fd, samplers
8. Syriarise – 3:59 (musica: Arturo Stàlteri) – Damiano Puliti violoncello, Arlo Bigazzi basso elettrico, Arturo Stàlteri dx II fd, clavinova piano
9. A secret passage to the core of Mars – 4:05 (musica: Arturo Stàlteri) – Orio Odori clarinetto, Arturo Stàlteri dx7 II fd, clavinova, samplers
10. Viking 2 – 1:24 (musica: Arturo Stàlteri) – Arturo Stàlteri dx7 II fd, samplers
11. Nella casa di Elrond – 2:00 (musica: Arturo Stàlteri) – Arturo Stàlteri dx7 II fd
12. The moon & the mirror – 5:07 (musica: Arturo Stàlteri) – Arlo Bigazzi basso elettrico con e-bow, Arturo Stàlteri synthesizers, samplers
13. Falling rise – 1:22 (musica: Arturo Stàlteri e Arlo Bigazzi) – Arlo Bigazzi basso elettrico, Lorenzo Moka Tommasini fx, Arturo Stàlteri organo farfisa

Durata totale: 52:57